# Katakomben Salzburg

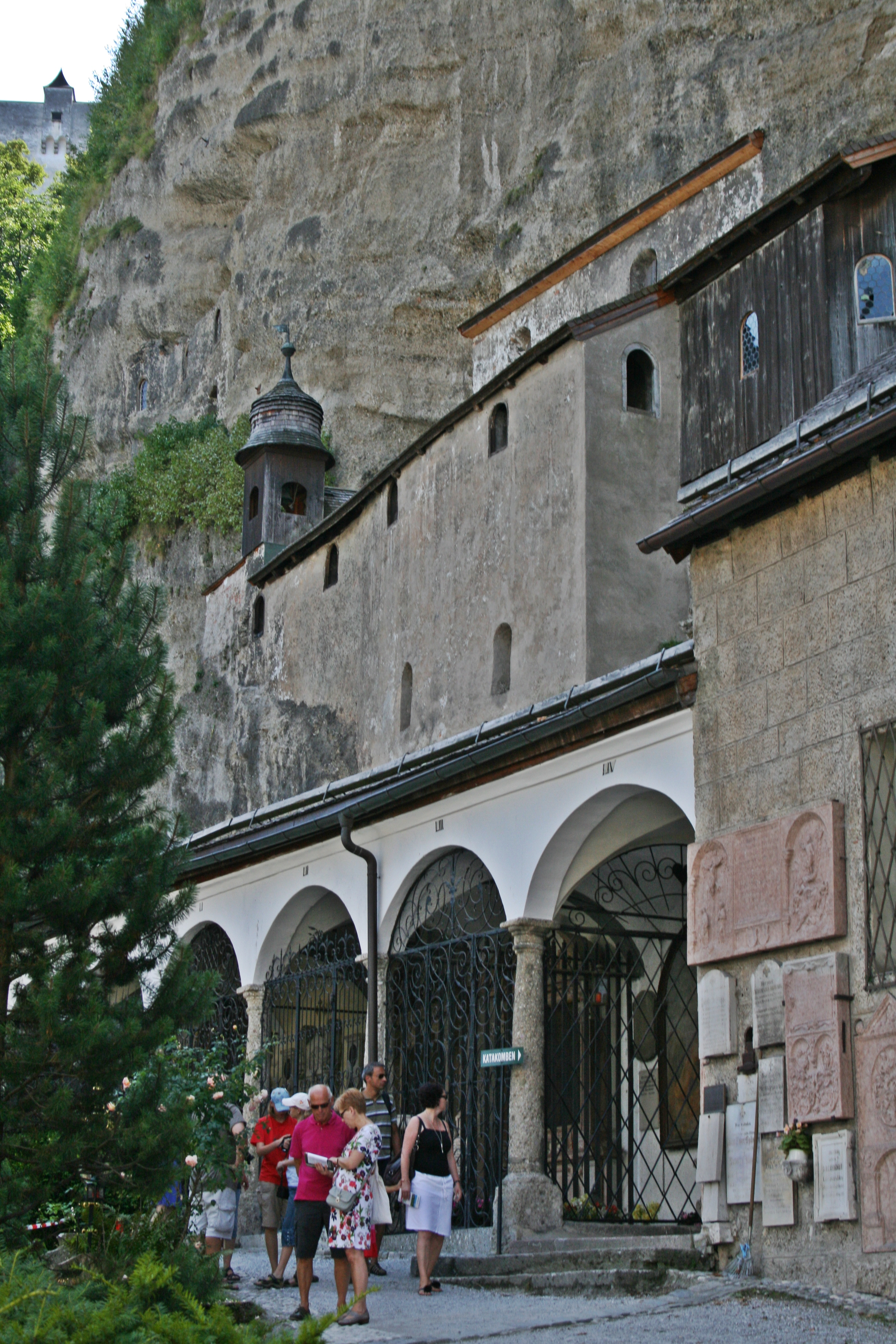
Zugang Katakomben – Kommunegruft

Am Rand des Salzburger Petersfriedhofs befinden sich erhöht die Katakomben, die in den Festungsberg gehauen wurden. Sie sind höchstwahrscheinlich spätantik-frühchristlichen Ursprungs und dienten trotz ihres Namens nicht als Begräbnisstätten, sondern wohl als frühchristliche Versammlungsorte.

## Allgemeines
Die Katakomben im Petersfriedhof in der Altstadt von Salzburg sind neben dem Friedhof des Stiftes Nonnberg die vielleicht älteste christliche Begräbnisstätte Salzburgs sowie ein aus dem Konglomerat des Mönchsberg gehauenes Höhlensystem. Die Anfänge des Petersfriedhofs sowie die Katakomben gehen angeblich auf die spätrömische Stadt Iuvavum zurück, sie stammen jedenfalls aus frühromanischer Zeit. 1860 wurden die letzten Umbauten durchgeführt. Genau genommen handelt es sich bei den gemeinhin als „Katakomben“ bekannten Höhlen um die Einsiedelei des Klosters St. Peter. Der Name „Katakomben“ kam erst im frühen 19. Jahrhundert, auf, ursprünglich hießen sie „Einsiedelei", bzw. "Eremitorien“, da hier Eremiten (Einsiedler) im kargen Fels Unterschlupf fanden. Von außen wirkt die Einsiedelei mit seinen Kapellen sehr unscheinbar, da zuallererst neben dem unteren Teil, welcher durch einen Felssturz freigelegt und anschließend zugemauert wurde, nur kleine, leicht zu übersehende, Öffnungen im Fels sichtbar sind. Der Eingang zu den Höhlen erfolgt über den Petersfriedhof durch die leicht erhöhte Kommunegruft, wo Mozarts Schwester Nannerl, sein Freund, der Komponist Michael Haydn und der Architekt und Baumeister des Salzburger Domes, Santino Solari beigesetzt sind.

## Aufbau und Erschließung der Katakomben
Nähert man sich dem Eingang, sieht man oberhalb des Friedhofes mehrere Löcher im Felsen, welche die Lichtöffnungen der drei Höhlenkapellen sind. Durch ein Marmorportal und durch ein barockes Langhaus mit romanischem Chor gelangt man in die der Öffentlichkeit nicht zugängliche Ägydiuskapelle. Eine Stiege mit 48 unregelmäßigen Stufen führt zur ersten Höhle. Am Ende der Treppe befindet sich zur rechten, Richtung Nordwesten, die 1178 konsekrierte Gertraudenkapelle. Folgt man dem Weg weiter links gelangt man zu einer kleinen Aussichtsplattform auf die Altstadt. 36 weitere Stufen, die erst im Jahr 1659 aus dem Felsen gehauen wurden, führen vom Aussichtspunkt hinauf in die Maximuskapelle. Vor der Errichtung der Treppenanlage war die Kapelle nur durch einen schmalen Felssteig zugänglich. Als letztes Überbleibsel zeugt eine kleine Türe am oberen Ende der Stiege von der vorhergehenden Erschließung.

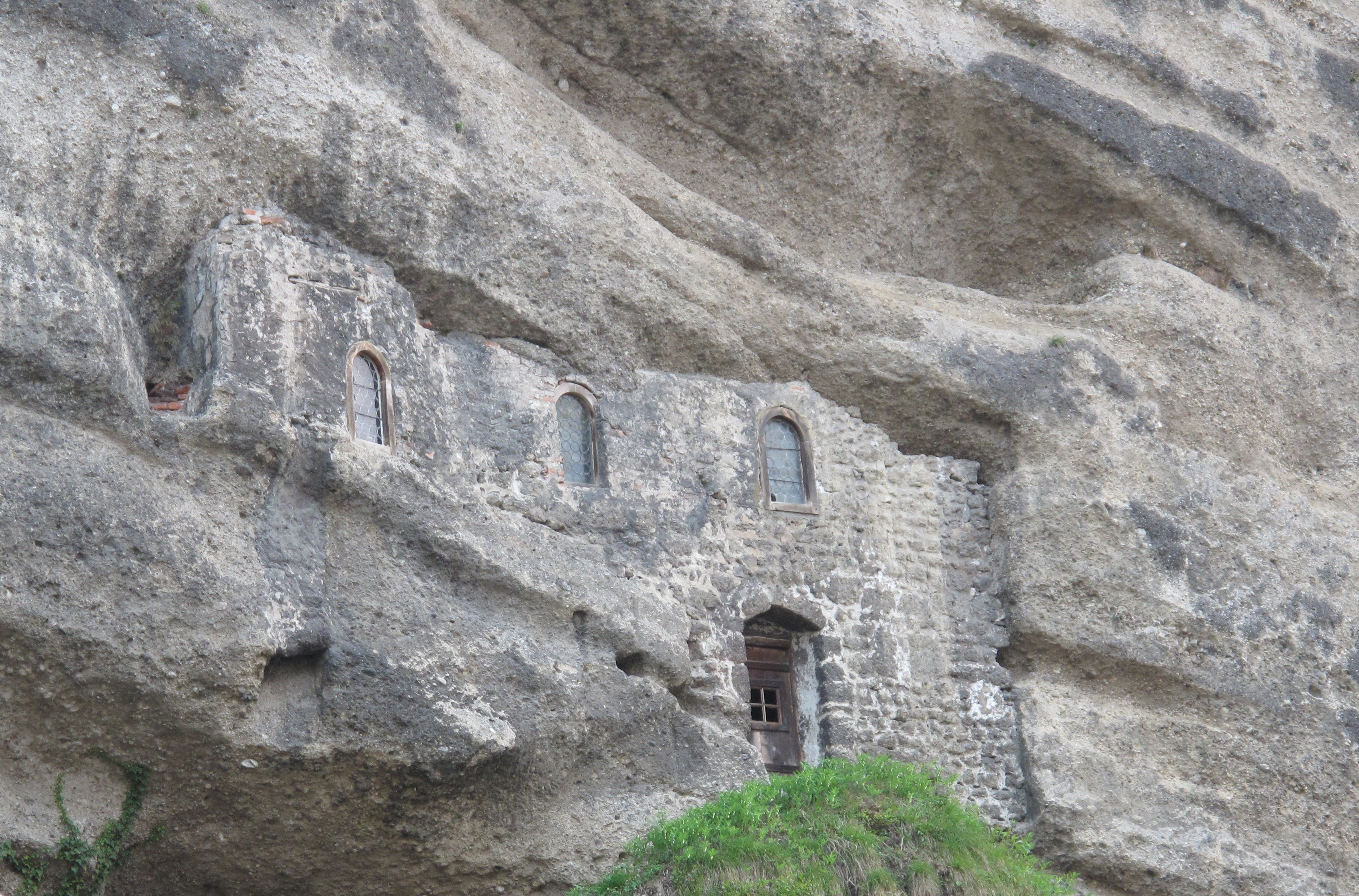
Maximuskapelle Außenansicht
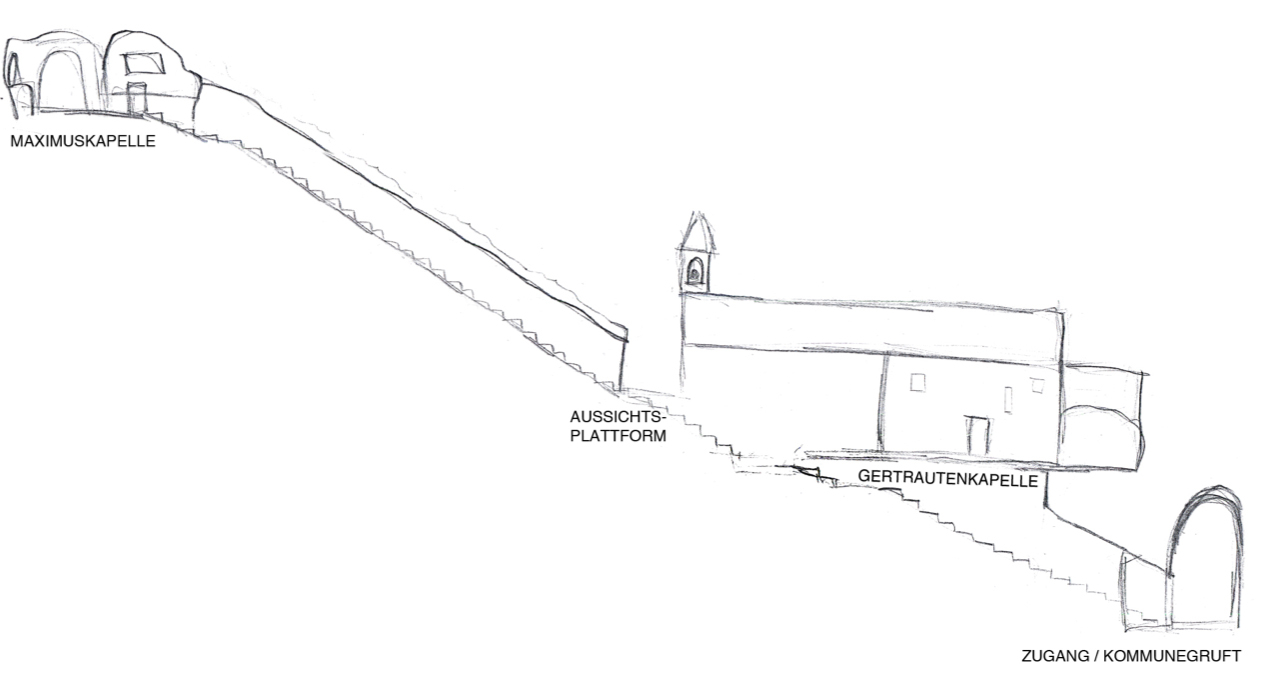
Erschließungsskizze
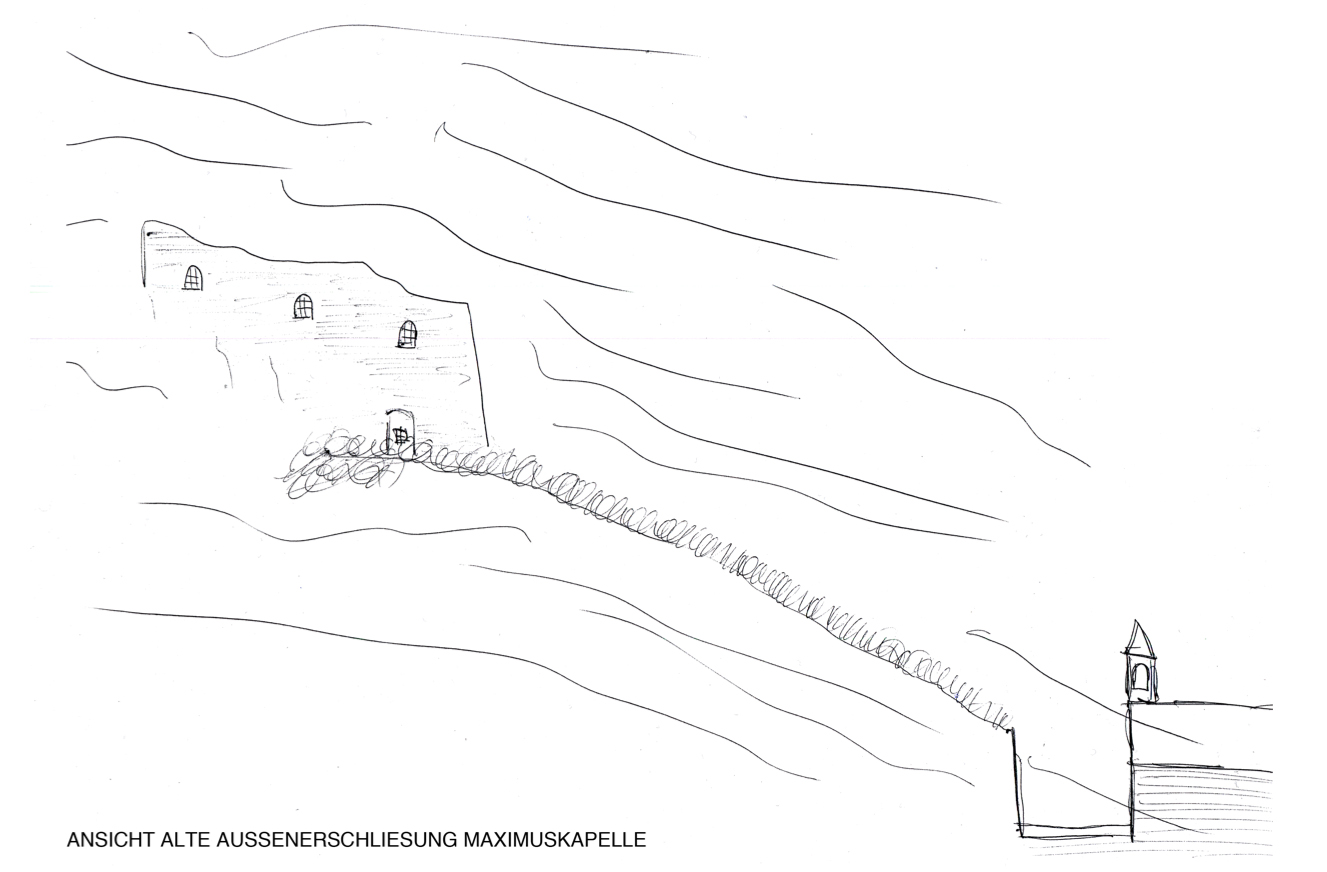
Skizze alte Erschließung

## Die Gertraudenkapelle
Die Gertraudenkapelle wurde auf Wunsch Kardinal Konrads III. im Jahr 1178 dem acht Jahre zuvor ermordeten hl. Thomas Becket geweiht. Unter Konrad III. von Wittelsbach wurde sie auch der Heiligen Gertraud von Nivelles geweiht. Freskenreste zeigen ein Martyrium des Thomas Becket. In der Felswand finden sich sechs Rundbogennischen historisierenden Stil, die 1865 nach Entwürfen des Salzburger Denkmalpflegers Georg Pezolt geschaffen wurden. 1862 fügte er nach dem Vorbild der frühchristlichen römischen Katakomben einen aus Tonplatten gefertigten romanisch-gotischen Altar ein. Ein kleines Pultdach befindet sich auf der dem Berg abgewandten Seite über der im 12. Jahrhundert durch einen Felssturz im Klosterbezirk freigelegten Höhle, sowie ein Glockentürmchen. An der durchhängenden Decke im Kapellenraum und anderen Details ist die ursprünglich natürliche Höhle, in die die Kapelle hineingebaut ist, im Wesentlichen noch erkennbar. Mittig im Raum steht ein im 17. Jahrhundert eingefügter romanisch-gotischer Pfeiler. Sein Funktion ist trotz des tragenden Eindrucks dekorativ. Die Gertraudenkapelle wird heute liturgische verwendet.

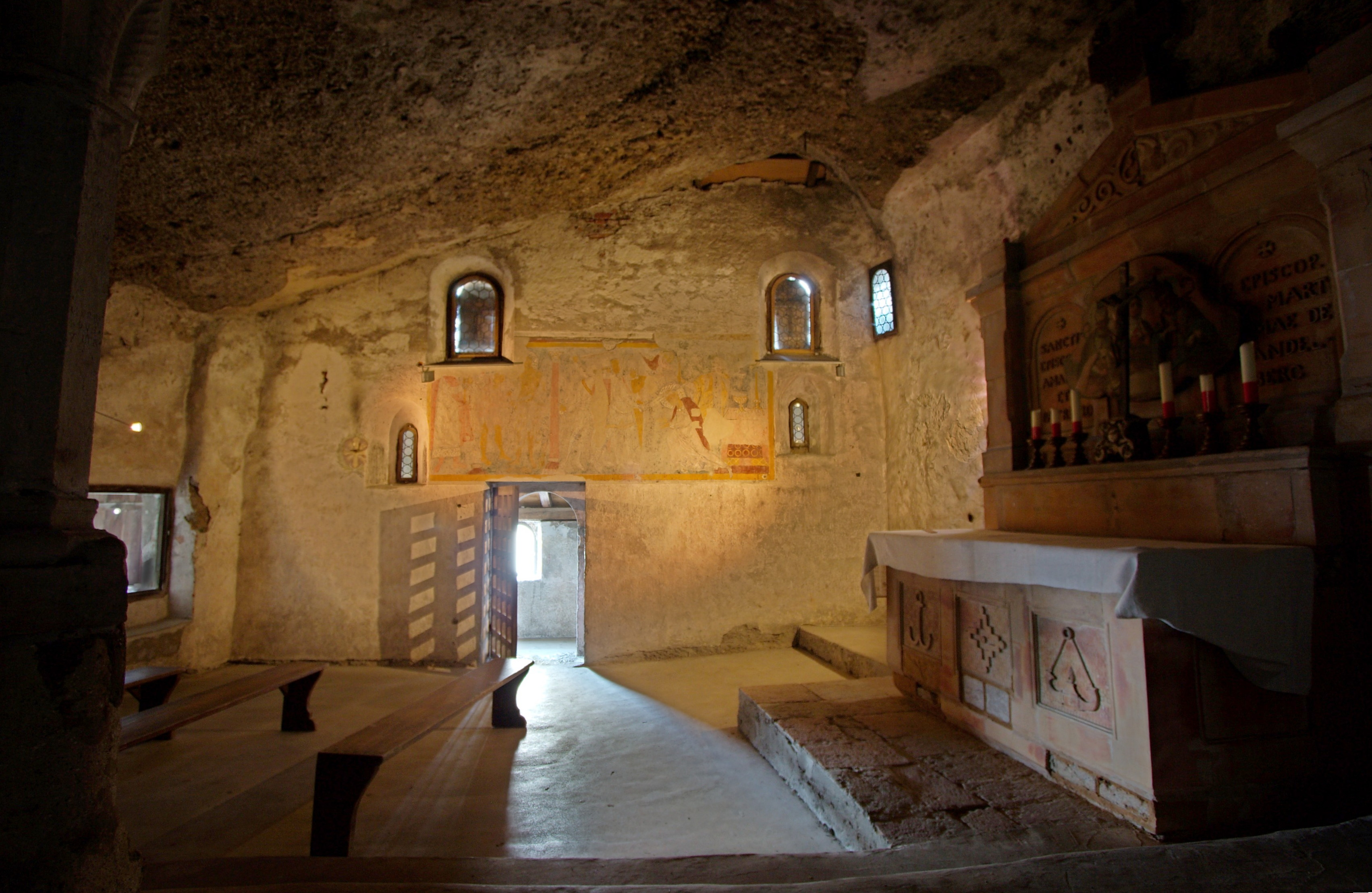
Die Kapelle
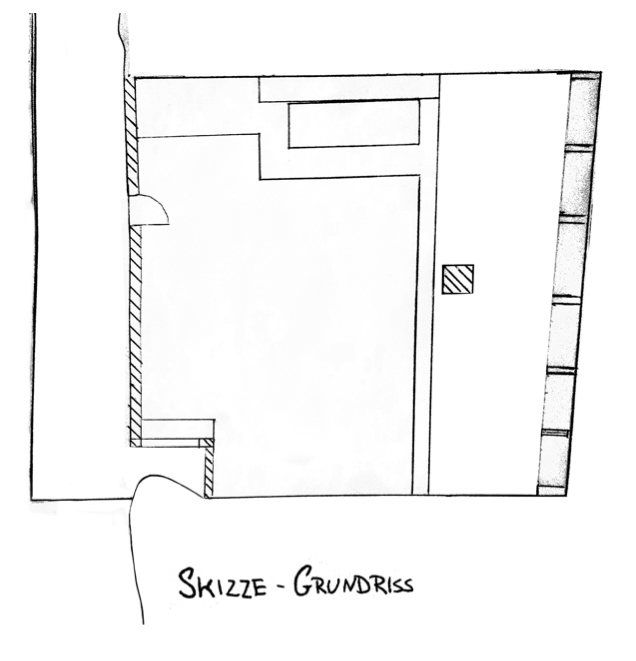
Skizze Grundriss
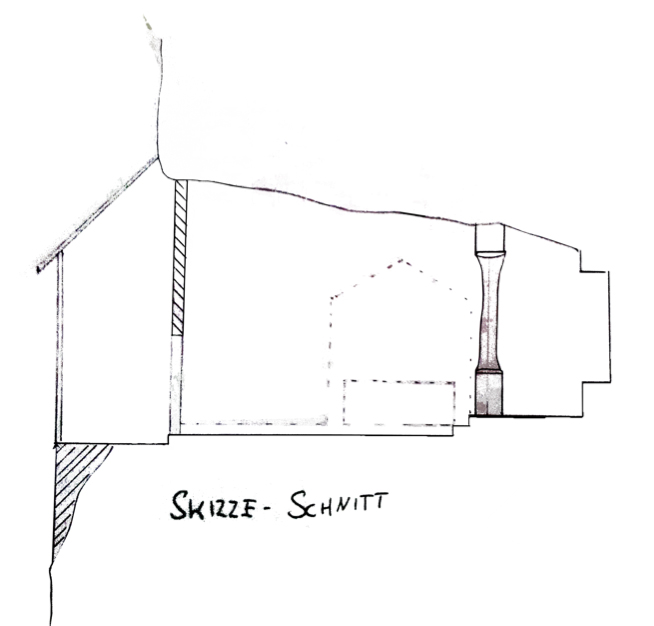
Skizze Schnitt

## Die Maximuskapelle

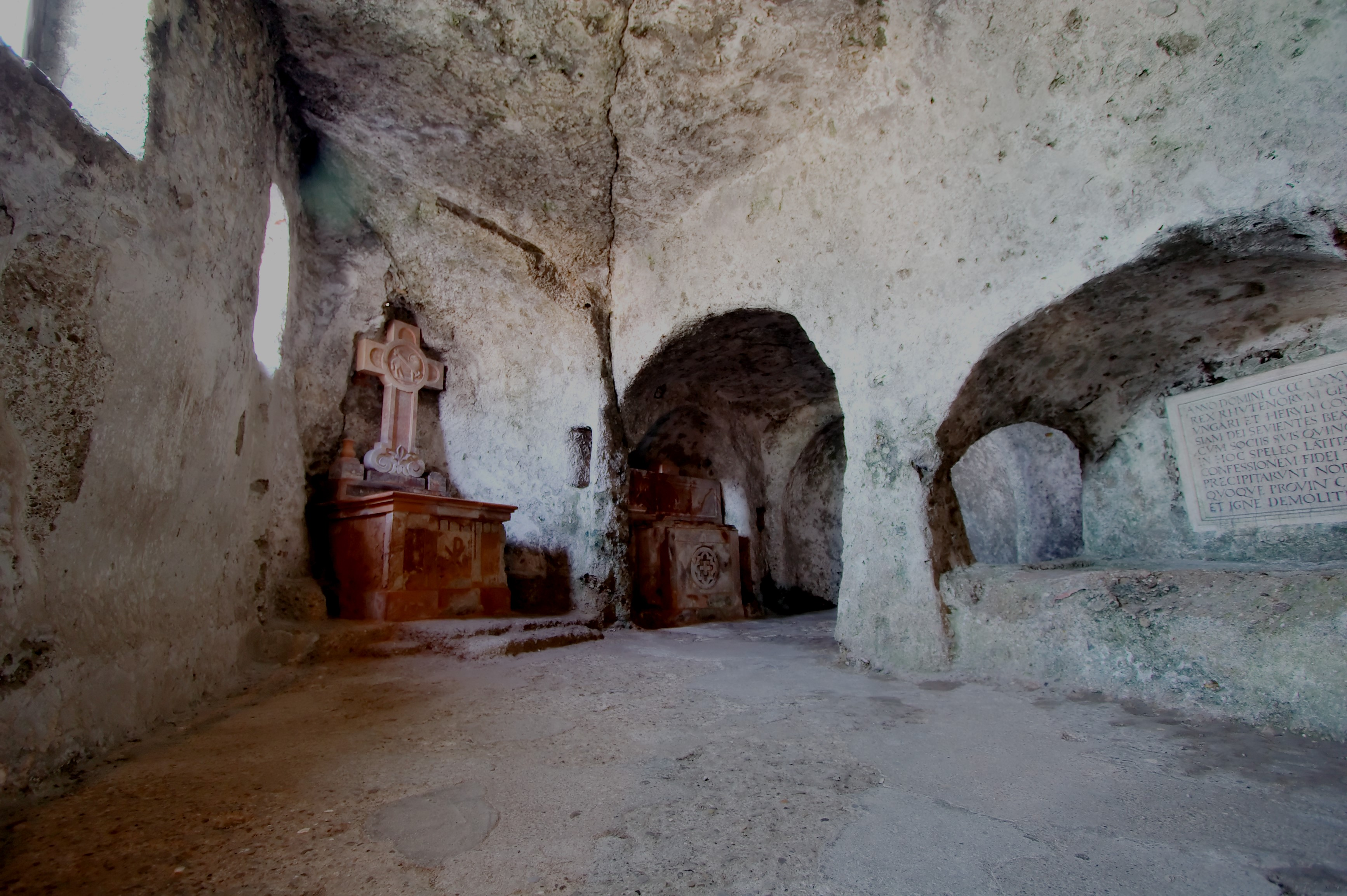

Die Maximuskapelle, auch Maximushöhle genannt, ist die höchstgelegene der drei Katakombenkapellen. Eine erste urkundliche Erwähnung fand sie 1178, als sie durch Erzbischof Konrad III. von Wittelsbach eingeweiht wurde. Sie ist dem heiligen Maximus geweiht, der fälschlicherweise mit dem heiligen Maximianus von Ioviacum in Verbindung gebracht wurde. Über dem Bogengrab, das von den Einsiedlern als Liegefläche benutzt wurde, befindet sich eine dem angeblichen Martyrium des Maximus gewidmete Gedenktafel, die allerdings erst der Abt Kilian anbringen ließ. Die in die Öffnung der Höhle nach außen gelegene, nach einem Felssturz aufgemauerte Mauer besitzt drei Rundbogenfenster, im Höhlenraum selbst befinden sich eine Nische und eine Rundapsis. Die Tonaltäre wurden 1860 nach Entwürfen von Georg Pezolt geschaffen.

## Die Katakombenlegenden

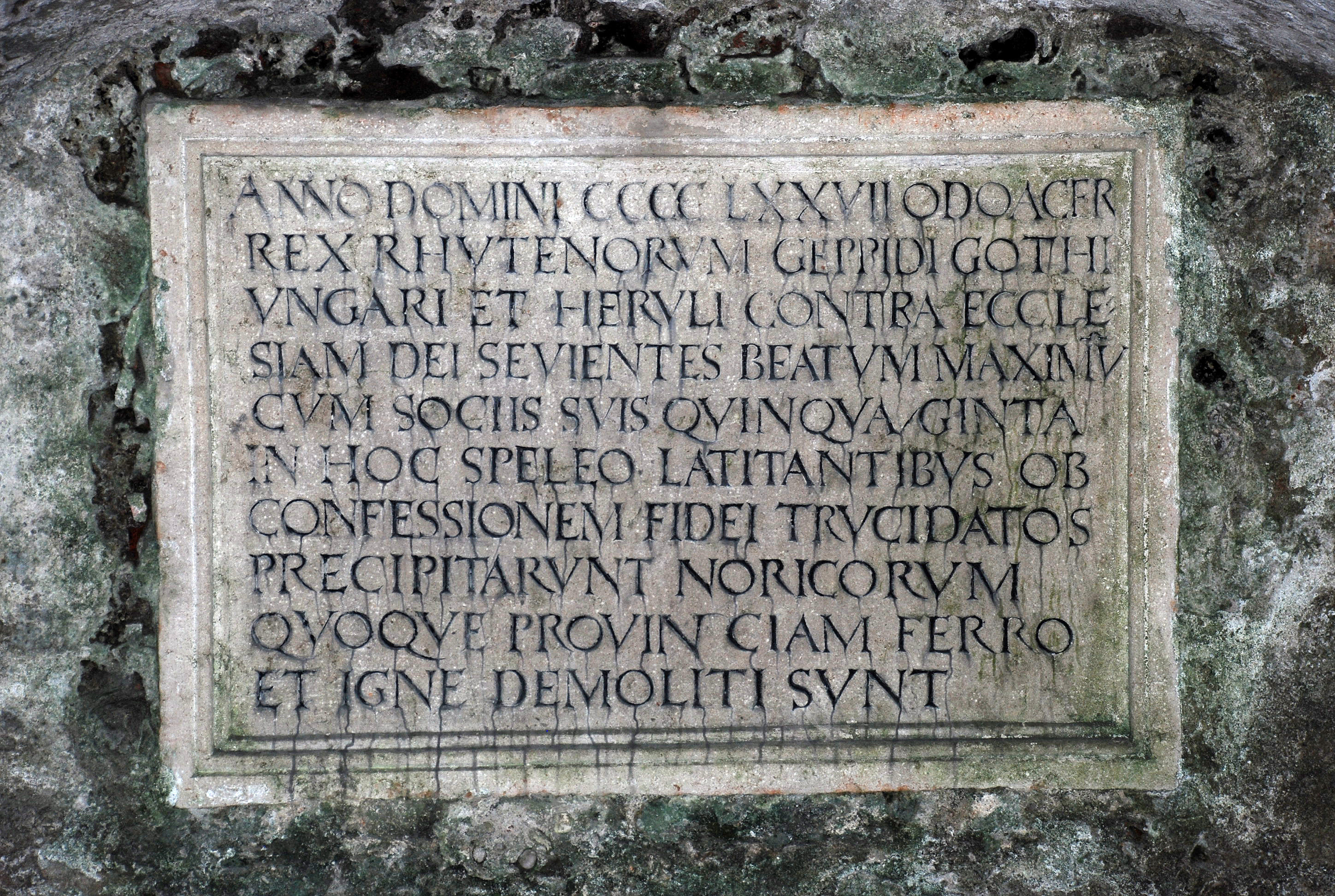
Tafel in der Maximuskapelle

Weit verbreitet ist die mittlerweile widerlegte, vom Abt von St. Peter, Kilian Püttricher (Abt von 1525 bis 1535) durch einen Irrtum ins Leben gerufene Katakombenlegende des Priesters Maximus. Dieser soll im Jahre 477, als sich die Römer zurückzogen und die Provinz aufgaben, die Katakomben als Versteck vor den Barbaren genutzt haben. Trotz Warnung durch Severin von Noricum blieb er mit 55 Gefährten in den Katakomben zurück und stürzte sich, nach Belagerung durch die Germanen, gemeinsam mit seinen Gefährten von den Katakomben aus in die Tiefe. In dem Bericht bezüglich des Martyriums des hl. Maximus (24. Kapitel des Lebensbeschreibung des heiligen Severins) ist von Ioviacum die Rede, einem damaligen römischen Kastell in Schlögen an der Donau.
Abt Püttricher, wie viele frühe Historiker, machte den Fehler, den Stadtnamen „Ioviacum“  mit Iuvavum (Salzburg) gleichzusetzen und verwechselte auch die Person Maximus mit dem Priester Maximianus aus Ioviacum. Er glaubte aufgrund seines Studiums der Lebensbeschreibung des Severins mitsamt seinen Berichten des Märtyrers Maximianus ein Kapitel der Salzburger Frühgeschichte gefunden zu haben. Um seine Theorie in Stein zu meißeln, ließ er für eine der beiden Kapellen im Höhlensystem (heute als Maximuskapelle bekannt) eine Tafel mit folgender in Latein verfassten Beschreibung des Märtyrertots des Maximus anfertigen: „Im Jahr 477 als Odoaker, König der Ruthenen, Geppiden, Goten, Ungarn und Heruler, wider die Kirche Gottes wütete, stürzte sich der seligen Maximus mit fünfzig Gefährten von dieser Höhle, wo sie verborgen waren, ob ihres Glaubens grausam in die Tiefe. Und sie zerstörten mit Feuer und Schwert die Provinz Noricum.“ Damit versuchte er die Geschichte der frühchristlichen Gemeinde Salzburgs um ein dramatisches Kapitel zu bereichern.